# Remparts de Vence

Les remparts de Vence.

Les remparts de Vence, construits probablement au XIIIe siècle, constituent une enceinte entourant le centre historique de Vence dans les Alpes-Maritimes. Ils ont une forme elliptique d'une longueur de 600 m et comportent cinq portes. Tout le long des remparts, des immeubles ont été construits. Les crénelages et des éléments constructifs des remparts sont encore visibles sur plusieurs façades.
Le château des Villeneuve, dont la façade est intégrée aux remparts, abrite aujourd'hui le musée de Vence. Il a été édifié au XVIIe siècle, sans doute sur un logis médiéval datant de la tour du Peyra érigée avec l'enceinte et accolée au château.

## Cadre historique
Les passages des Lombards en 578, puis des Sarrasins au IXe siècle et Xe siècle, ont entraîné des destructions. Les Sarrasins sont vaincus par le comte de Provence Guillaume Ier et le comte de Turin Ardouin à la bataille de Tourtour en 973. Les seigneuries des terres conquises en Provence orientale sont réparties entre les vainqueurs.
En 1191, la république de Gênes s'est vu accorder la ville et le territoire de Monaco par l'empereur Henri VI. La république a alors l'ambition d'étendre ses possessions sur tout le littoral jusqu'au Var. Elle suscite une rébellion contre les comtes de Provence dans la ville de Nice avec l'appui de quelques aristocrates. Le 6 juillet 1215, le parti d'aristocrates niçois prend le contrôle de Nice et proclame l'indépendance de la ville par rapport au comte de Provence. En 1220, le comte de Provence Raimond-Bérenger IV ou V (1198-1245) se marie avec Béatrice de Savoie, fille du comte Thomas Ier. La ville de Nice conclut une alliance avec les villes de Grasse et de Draguignan et signe en novembre 1228 une convention avec la république de Pise. C'est à ce moment-là que l'armée du comte de Provence commandée par Romée de Villeneuve (1170-1245) se présente le long du Var. Le parti opposé à l'indépendance de Nice négocie avec Romée de Villeneuve une capitulation de la ville avec confirmation des conditions du traité passé en 1176 avec Alphonse II d'Aragon, roi d'Aragon, comte de Barcelone et comte de Provence sous le nom Alphonse Ier de Provence. Cet accord est conclu dans un acte passé le 9 novembre 1229 devant le notaire Guillaume Tery de Nice.
En 1230, le comte de Provence Raimond-Bérenger V se rend maître du territoire de Vence avec l'aide de Romée de Villeneuve[réf. souhaitée], viguier et baile de Provence. Après la reprise de Nice, Romée de Villeneuve reçoit de Raimond-Bérenger V, les terres situées autour de Vence sur lesquelles il construit le château aujourd'hui situé à Villeneuve-Loubet.
L'acte de donation est ainsi rédigé :

« Item, de la manière susdite, nous te donnons et cédons la cité de Vence et tout ce que nous y avons et possédons, ou quasi, à savoir l'albergue et les cavalcades, cavalcades que toi et tes successeurs serez tenus de servir à nous et à nos successeurs pour la susdite cité ; en outre, le dominium que nous avons ou sommes connus avoir sur tous et chacun des seigneurs de la devant dite cité.
Item, nous te donnons les droits de justice, les questes et tous les revenus de la devant dite cité, sauf la haute justice que les gouvernants de la Provence n'ont jamais déléguée à quiconque. »

— Bertrand de Comps, notaire public de messire Raimond-Bérenger, par la grâce de Dieu, comte et marquis de Provence et comte de Forcalquier, acte de donation fait à Nice le 7 février 1230.
.
La famille de Villeneuve reste seigneur de Vence ; les droits étaient partagés avec les évêques de Vence[réf. nécessaire].

## Origine de la construction

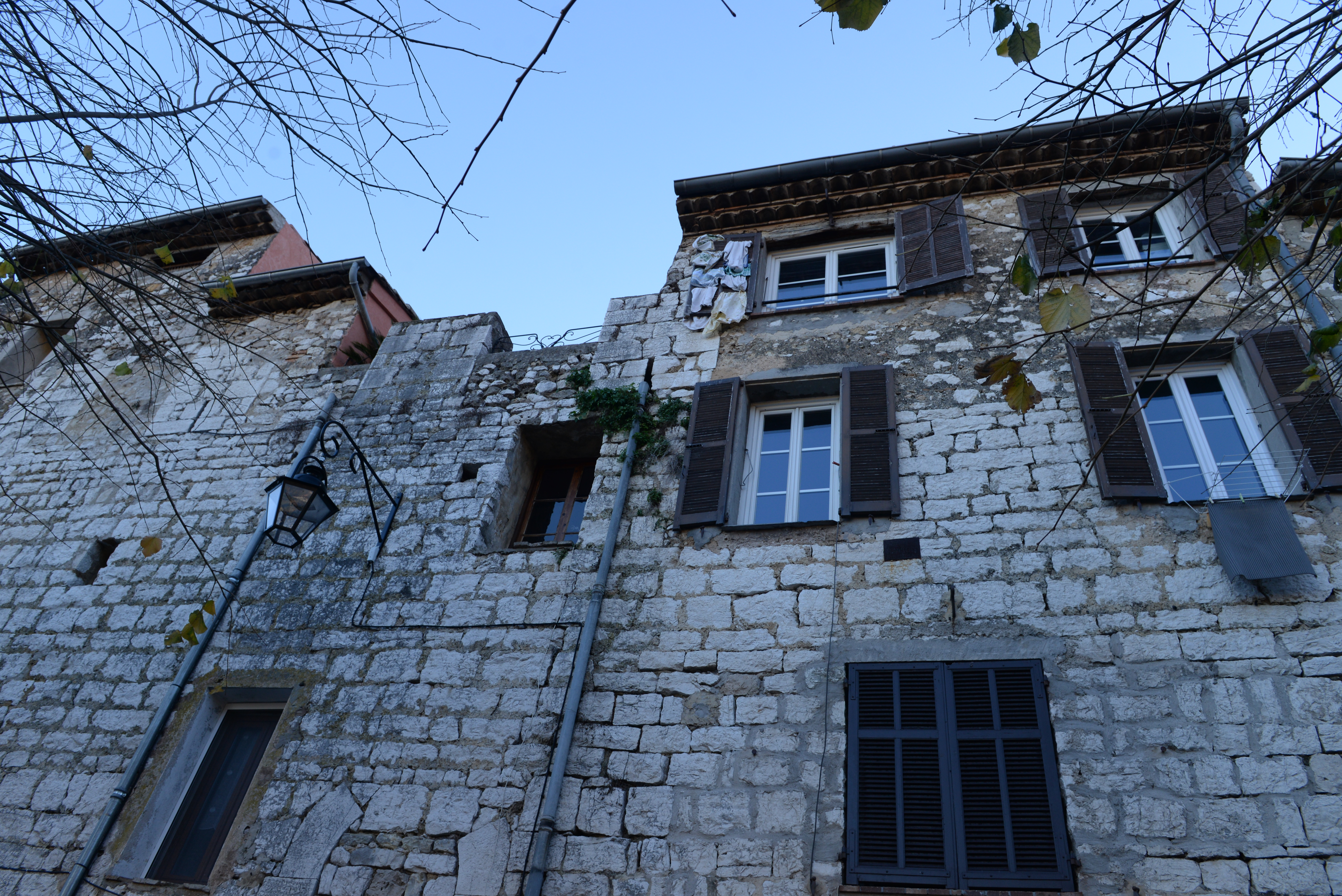
Les remparts intégrés dans la façade des immeubles.

La cité médiévale de Vence est entourée d'une enceinte grossièrement rectangulaire avec des angles très arrondis, entourant une surface de 200 m par 150 m. Dans cette enceinte se trouvent deux édifices importants. D'une part la cathédrale de Vence, au centre de la cité et d'autre part le château des Villeneuve, près de la porte du Peyra.
Il y a peu de textes d'époque permettant de retracer l'histoire de la ville de Vence et de la construction des remparts. Le plus ancien texte disponible est celui écrit en 1860 par l'abbé Eugène Tisserand, mais il n'évoque pas l'origine de la création des remparts.
Jacques Daurelle en 1934 indique : « Un document infiniment précieux nous permet déjà de savoir qu'ils [les remparts] datent des Romains. Dans un mémoire adressé au Roi par la communauté de Vence pour obtenir la cassation d'un arrêt du Parlement d'Aix, rendu le 30 juin 1762, et qui attribuait la propriété des « Regales[à définir] mineures » au seigneur Évêque et au seigneur baron de Vence, on lit : « L'année suivante (1590) la Communauté fit faire des réparations à un édifice appelé la Crotte. C'était une voûte qui servait de grenier du temps des Romains […] » Ainsi, pas de doute possible : les remparts existaient du temps des Romains. Bien entendu, ils ont subi à travers les siècles des destructions et des réfections. On peut présumer, toutefois, que leur base jusqu'à une certaine hauteur, est un ouvrage romain. Les meurtrières et les créneaux doivent dater du XIIIe siècle, comme ceux d'Aigues-Mortes, de Carcassonne, d'Avignon, etc. ». Ainsi, la seule source citée est une source de 1762 dont on peut contester la fiabilité.
Philippe Pergola s'interroge sur la période de construction de l'enceinte : « Nous n'avons actuellement que des données relatives au Moyen Âge ; il s'agit de découvrir si la ville eut des fortifications antérieures, à l'époque romaine ou plus tardives ; rien ne permet de le dire actuellement. ».
Denise Humbert indique : « Il est peu probable qu'ils [les remparts] aient été élevés du temps de Romée lui-même ; c'était une époque de réorganisation administrative et les communes voyaient leurs libertés restreintes. Il n'est pas impossible qu'ils étaient commencés avant lui, c'est-à-dire à la fin du XIIe siècle ou au début du XIIIe siècle, mais il s'agirait alors des murs seuls et non de leur couronnement ni des portes ; celles-ci, on le verra, ne peuvent être antérieures à la fin du XIIIe siècle. Il est plus logique de supposer que l'ensemble a été élevé, en plusieurs campagnes, dans le dernier tiers du XIIIe siècle, sous les premiers successeurs de Romée, l'obscur Paul, dont on ne connaît qu'un acte et Pierre qui ne semble guère avoir résidé dans sa baronnie. »
Finalement, c'est une analyse fine des éléments d'architecture médiévale visibles, réalisée en 2012 par Jean-Claude Poteur, qui lui permet d'indiquer que l'enceinte a dû être construite en 1230 et 1245 sous les ordres de Romée de Villeneuve.

## Propriété des remparts
Concernant la propriété des enceintes, l'abbé Tisserand écrit que la commune de Vence « obtint en 1333 une déclaration de la cour par laquelle noble Pierre Fulconeto, conseiller de la cour des comptes, déclara à Saint-Paul, au seigneur évêque de Vence, que les tours et les remparts ne relevaient que du roi et appartenaient à la communauté de Vence, et lui fit payer le denier royal. ».
Le 7 mai 1450, la Cour royale confirme clairement la décision de 1333, en déclarant que les tours et les murailles appartiennent à la communauté et non pas aux seigneurs. En 1459, des lettres patentes de René d'Anjou adjurent définitivement aux syndics les clés de la ville.
La propriété de l'enceinte sera au centre d'un litige et du « procès des Regales » dans les années 1760[réf. nécessaire].
En 2019, l'enceinte — inscrite comme monument historique — est la propriété de la commune.

## Architecture

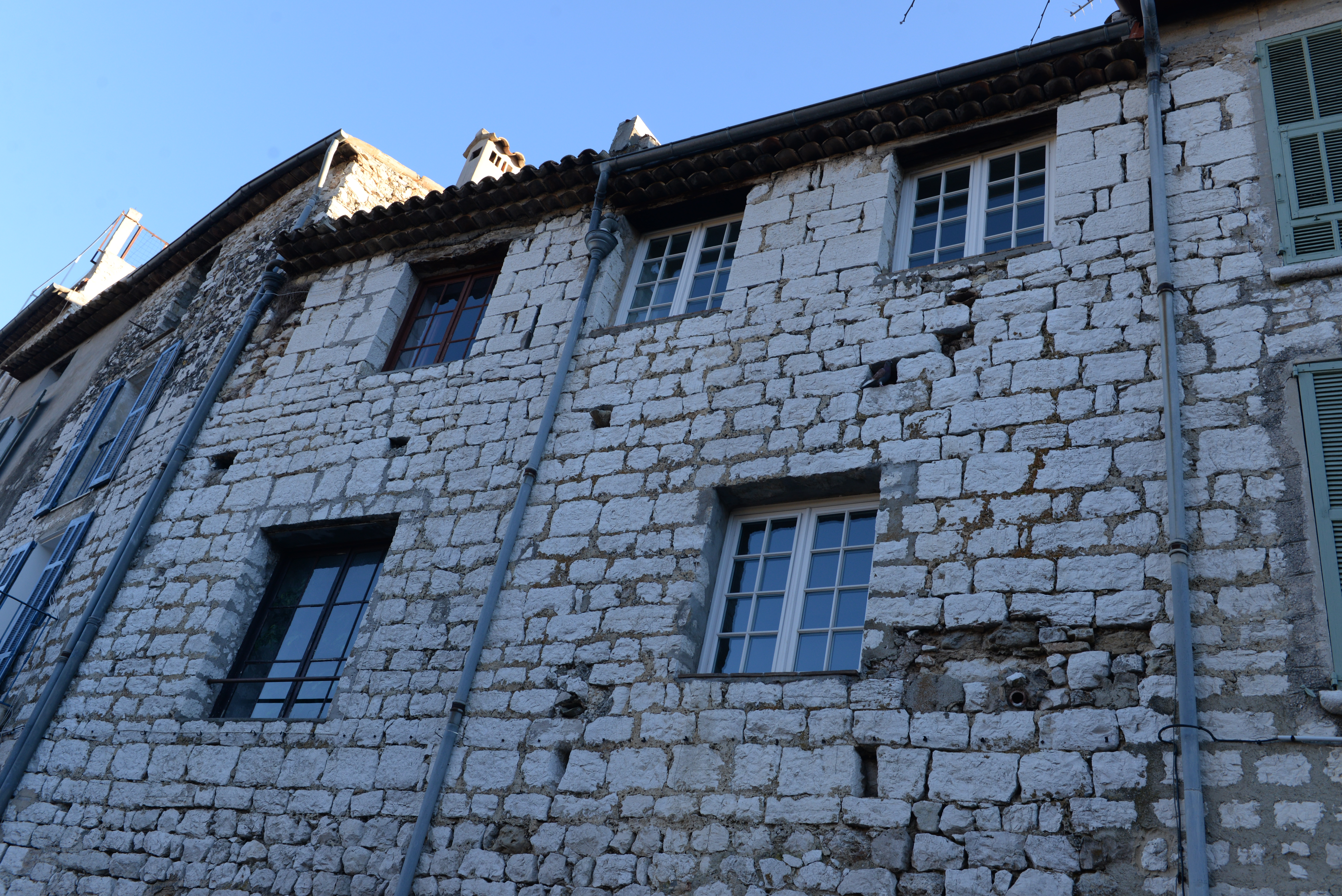
Parement de l'élévation. Aperçu du crénelage. Présence de fentes de tir dans des merlons. Trous de boulin.

Vers le sud, les façades des maisons qui forment la limite de la cité médiévale ne laissent apparaître que des grandes portions du parement de l'enceinte. En revanche, côté nord, le parement est visible dans sa totalité et remarquablement bien conservé.
Le parement et le crénelage sont ainsi décrits par Jean-Claude Poteur : « L'élévation montre un parement assisé de moellons équarris en moyen appareil. Son couronnement est constitué d'un crénelage aux embrasures larges d'environ 2 m et dont les merlons, de même largeur, sont hauts d'environ 1,2 m ; ces derniers utilisent des pierres mieux équarries que celles du parement et sont chaînées de pierres dressées. Des fentes de tir hautes d'environ 40 cm sont percées dans le crénelage à raison d'un merlon sur deux ; leur base est située au niveau de l'appui des créneaux. Par ailleurs, des trous de boulins sont régulièrement réservés à cinq ou six assises — soit à un peu moins d'un mètre — sous l'appui des créneaux ; ils étaient peut-être destinés à la mise en place d'un hourd. ».
Vers la base de l'élévation, sont régulièrement percées des fentes de tir, dont la hauteur varie entre 1,2 m et 1,7 m.

Vues des façades au nord-ouest et au nord de l'enceinte
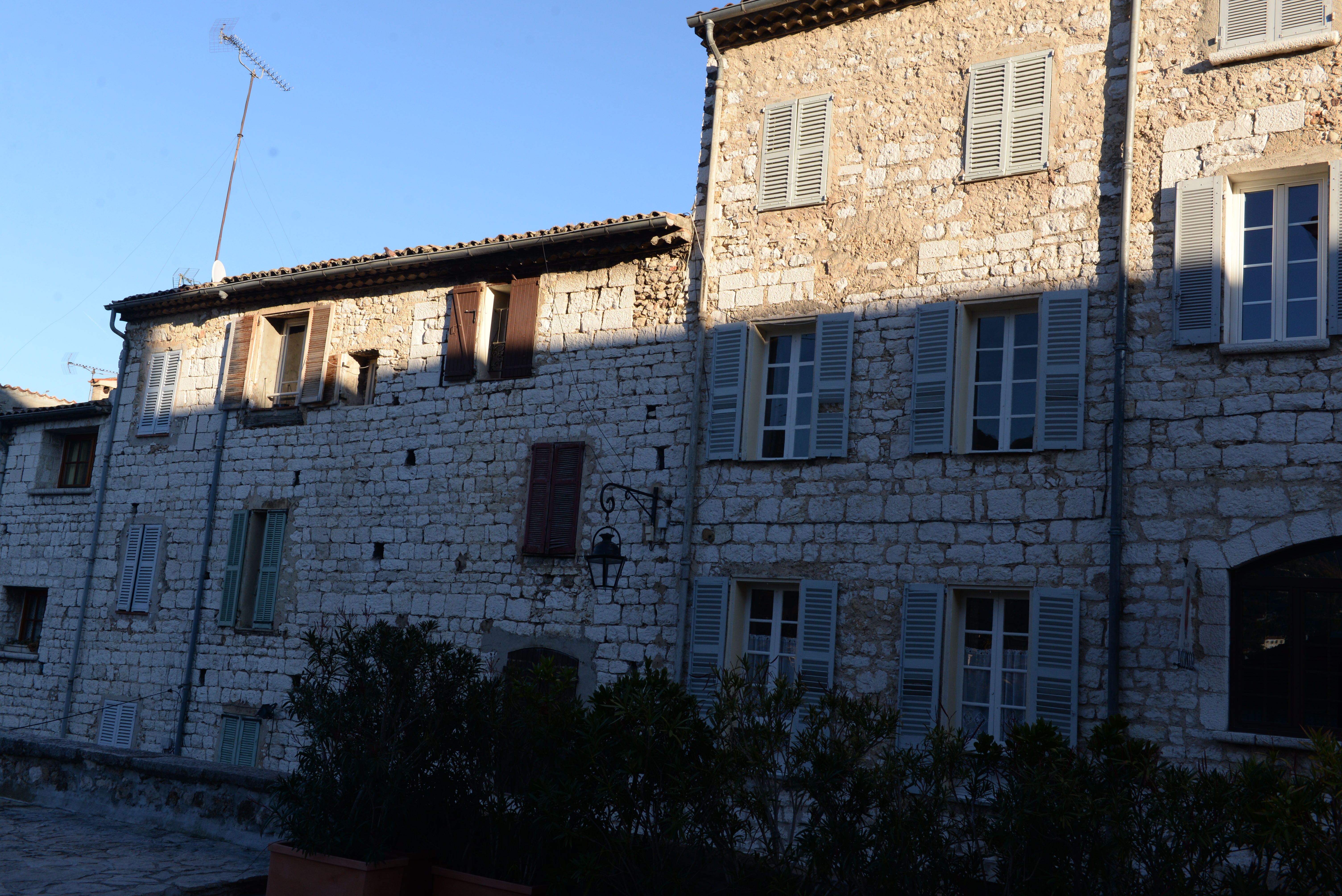
Rue du Docteur Binet.
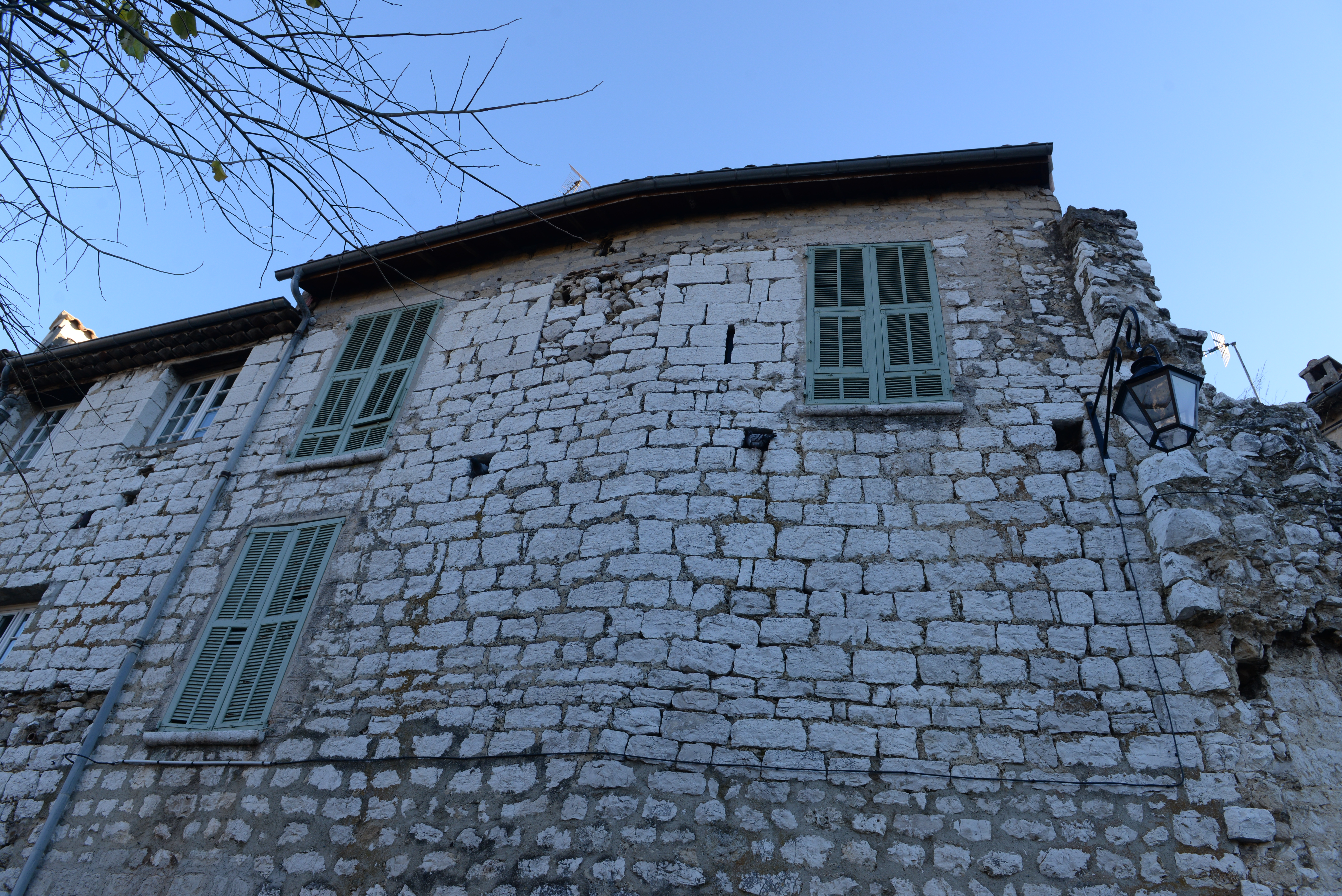
Boulevard Paul André.
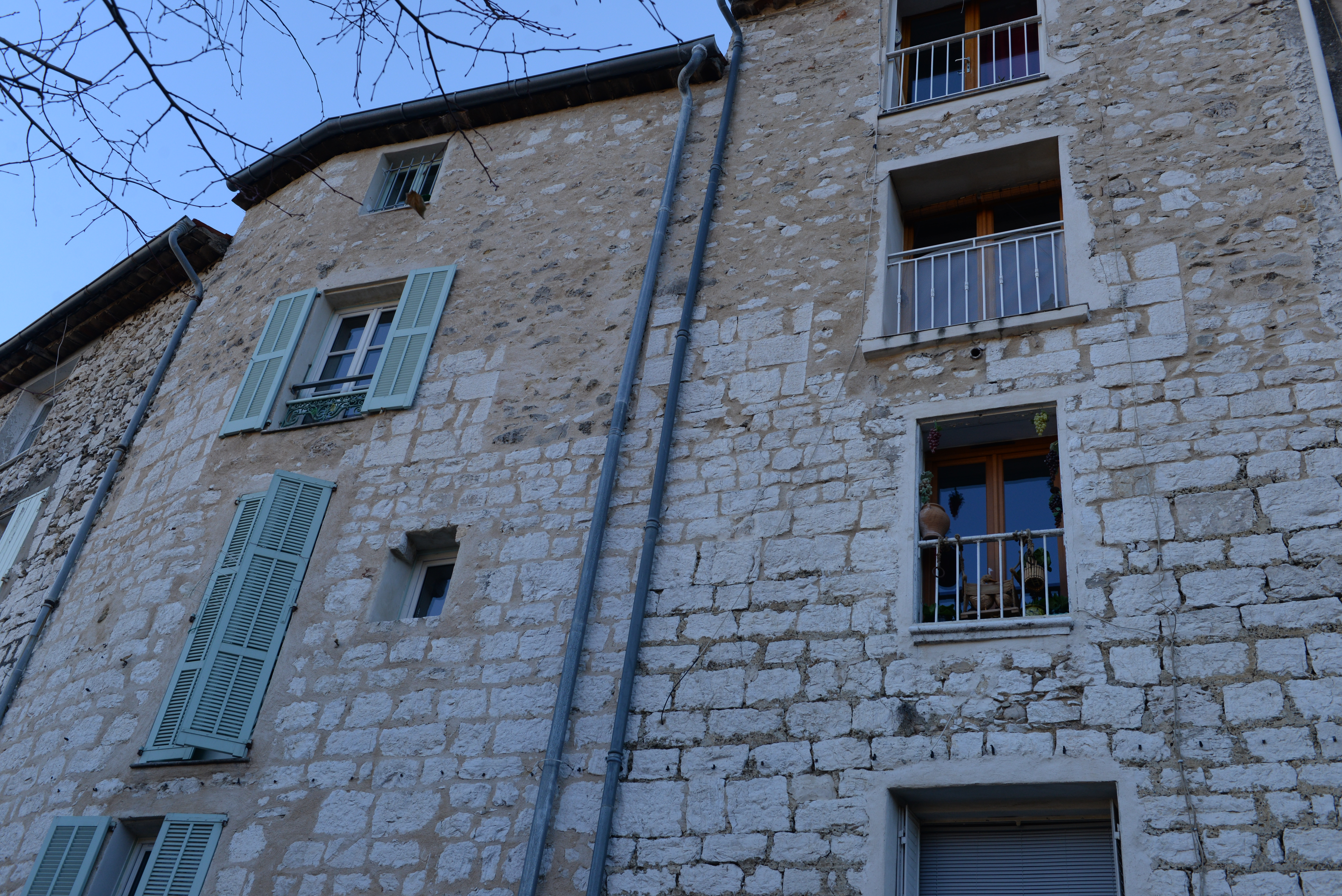
Boulevard Paul André.
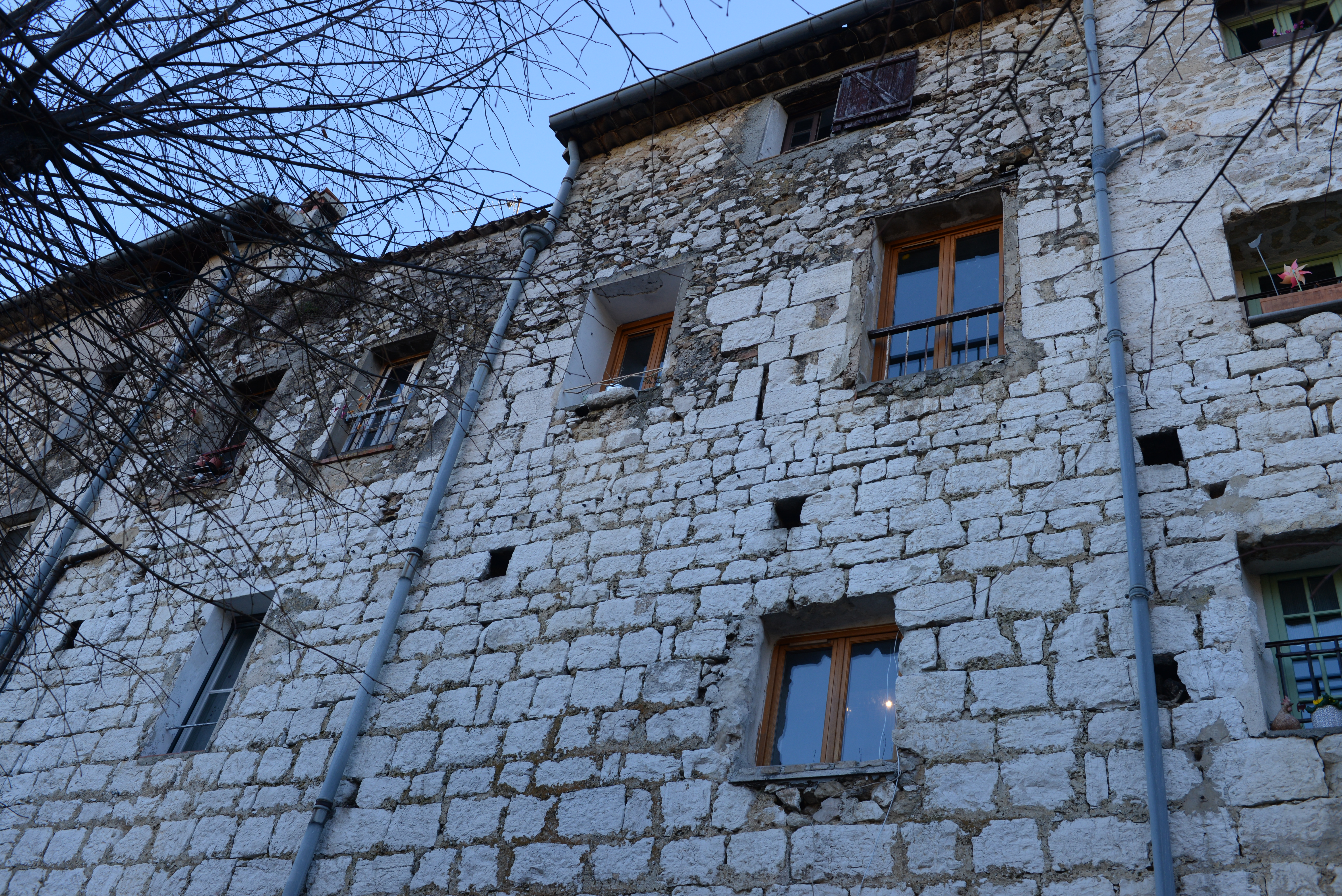
Boulevard Paul André.

## La tour du Peyra et le château des Villeneuve

### Tour du Peyra
La tour du Peyra constituait sans doute un donjon. Haute d'environ 20 m, la tour est de plan carré d'un peu moins de 4 m de côté. Elle s'élève aujourd'hui sur quatre niveaux, mais l'intérieur de la tour complètement enduit ne permet pas d'analyser la construction. À l'extérieur, mis à part quelques remaniements modernes concernant essentiellement les baies, les parements anciens sont conservés et visibles. Ils sont homogènes et assemblés en bossages de grand appareil. La tour est percée de fentes dont certaines sont des fentes de tir. Robert Doré pense que les étages devaient être desservis « suivant l'usage local, non par un escalier à vis, mais par un escalier rampant autour des côtés », procédé utilisé pour la tour du château Grimaldi d'Antibes.
Pour Jean-Claude Poteur, la structure de sa base semble montrer qu'elle est contemporaine de l'enceinte.
La tour servit de logis seigneurial avant la construction du château des Villeneuve construit au XVIIe siècle.[réf. nécessaire]

La tour du Peyra
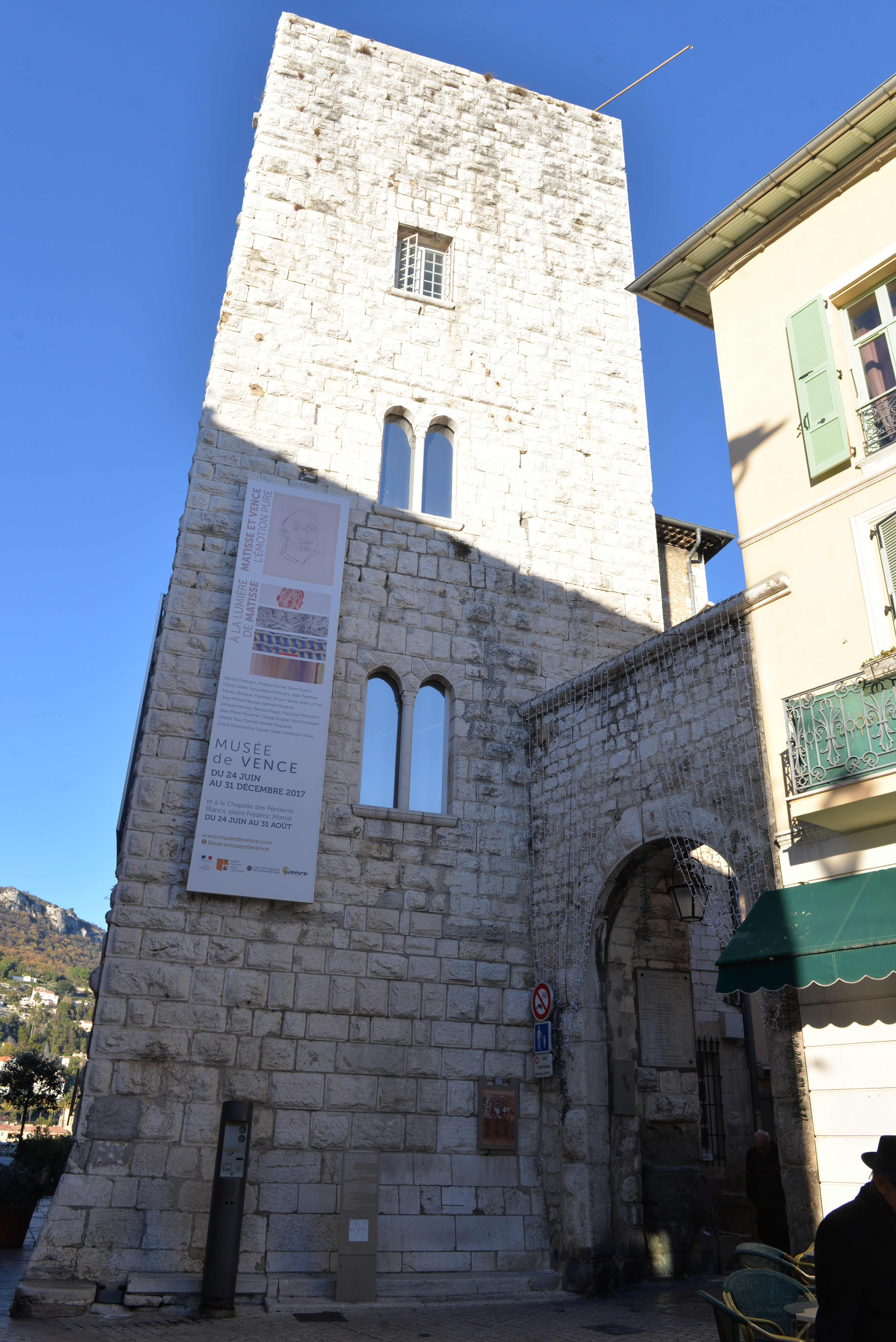
La tour du Peyra (côté sud) et la porte du Peyra.
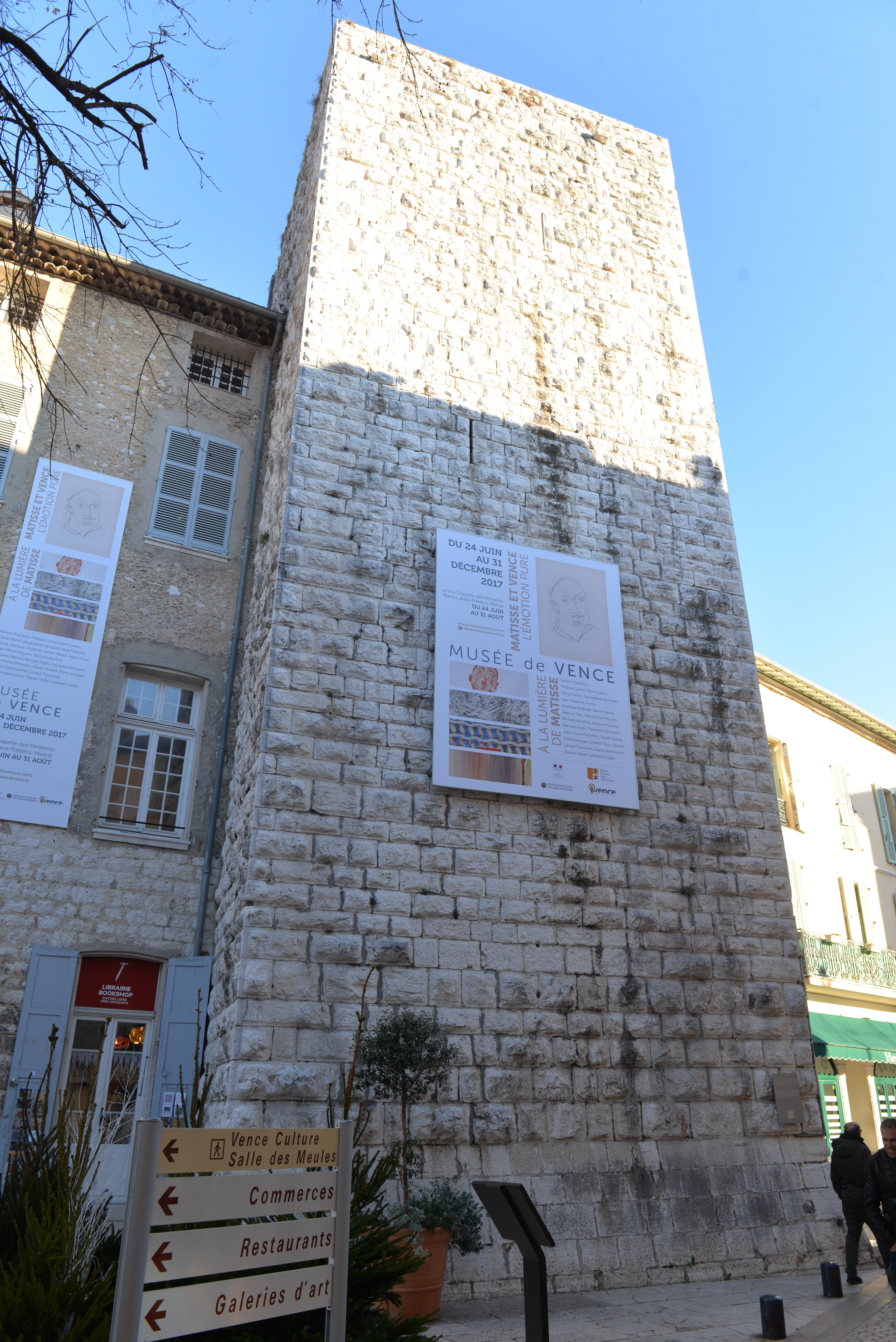
La tour du Peyra (côté ouest).

### Château des Villeneuve

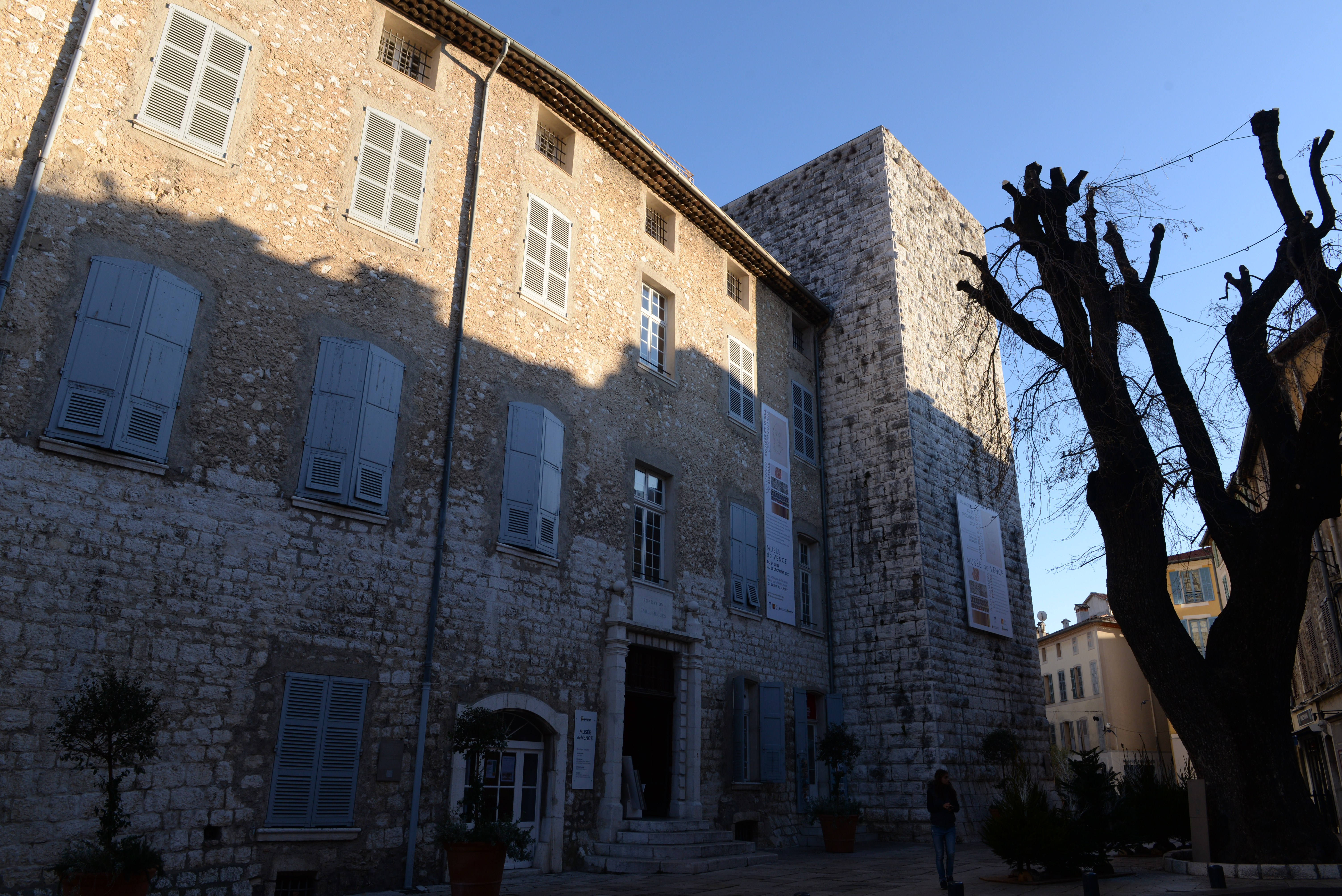
Le château des Villeneuve et la tour du Peyra (côté nord et ouest).

Le château des Villeneuve est réputé avoir été construit au XVIIe siècle. Cependant l'analyse fine des parements de l'élévation extérieure et des murs situés à l'intérieur de la cité laisse penser que le château des Villeneuve résulte du réaménagement d'un logis médiéval, accolé au donjon du Peyra.
La tour du Peyra et le château des Villeneuve sont achetés par Émile Hugues, maire de Vence de 1945 à 1959, député, sénateur et ministre qui les lègue à son décès, en 1966, à la ville de Vence. Cet espace devient en 1992 le Centre d'art du château de Villeneuve, Fondation Émile Hugues et en 2014 le Musée de Vence / Fondation Émile Hugues, consacré à l'art moderne et contemporain,,.

## Les portes
L'enceinte possède cinq portes :
- la porte du Signadour ou porte de Saint-Paul ;
- le portail Levis[N 5] ;
- la porte du Peyra ;
- la porte d'Orient ou porte de Cagnes ou portail du Siège qui date de 1787 ;
- la porte du Faubourg ou porte Pontis (aujourd'hui porte Alsace-Lorraine) qui date de 1863.

La carte de Cassini, levée en 1778-1779, montre trois chemins quittant Vence : l'un depuis la porte du Peyra vers Tourrettes-sur-Loup, un autre depuis la porte du Signadour vers Saint-Paul et le troisième depuis le portail Lévis en direction de Saint-Jeannet. Un texte rédigé en 1392 pour le gouverneur de la frontière du Var et concernant la garde du château de Vence ne mentionne que deux portes : « la torre del pont levadis […] l[o] portal de Sanct Paul. ».

Vues des cinq portes d'entrée à la vieille ville
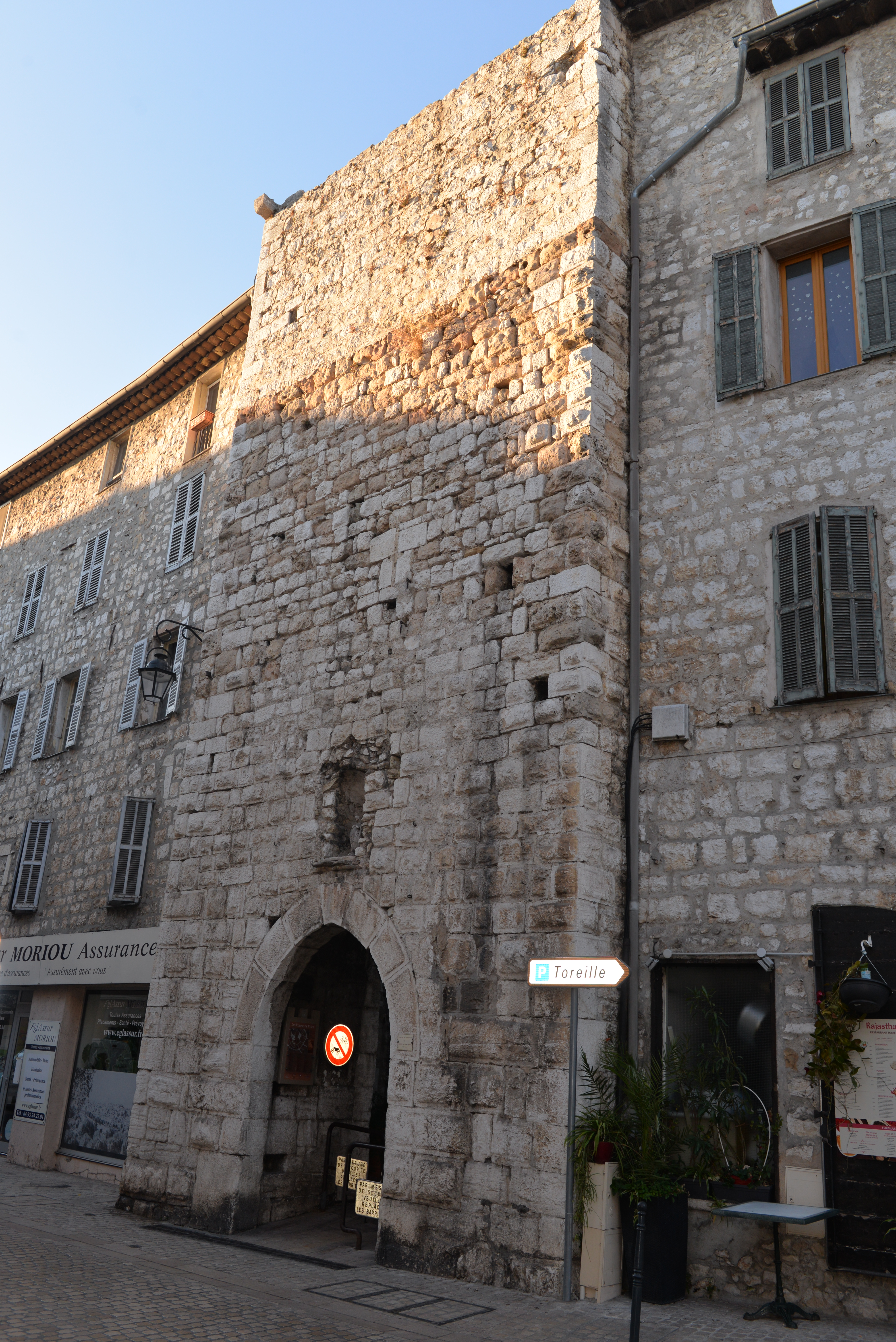
Porte du Signadour.
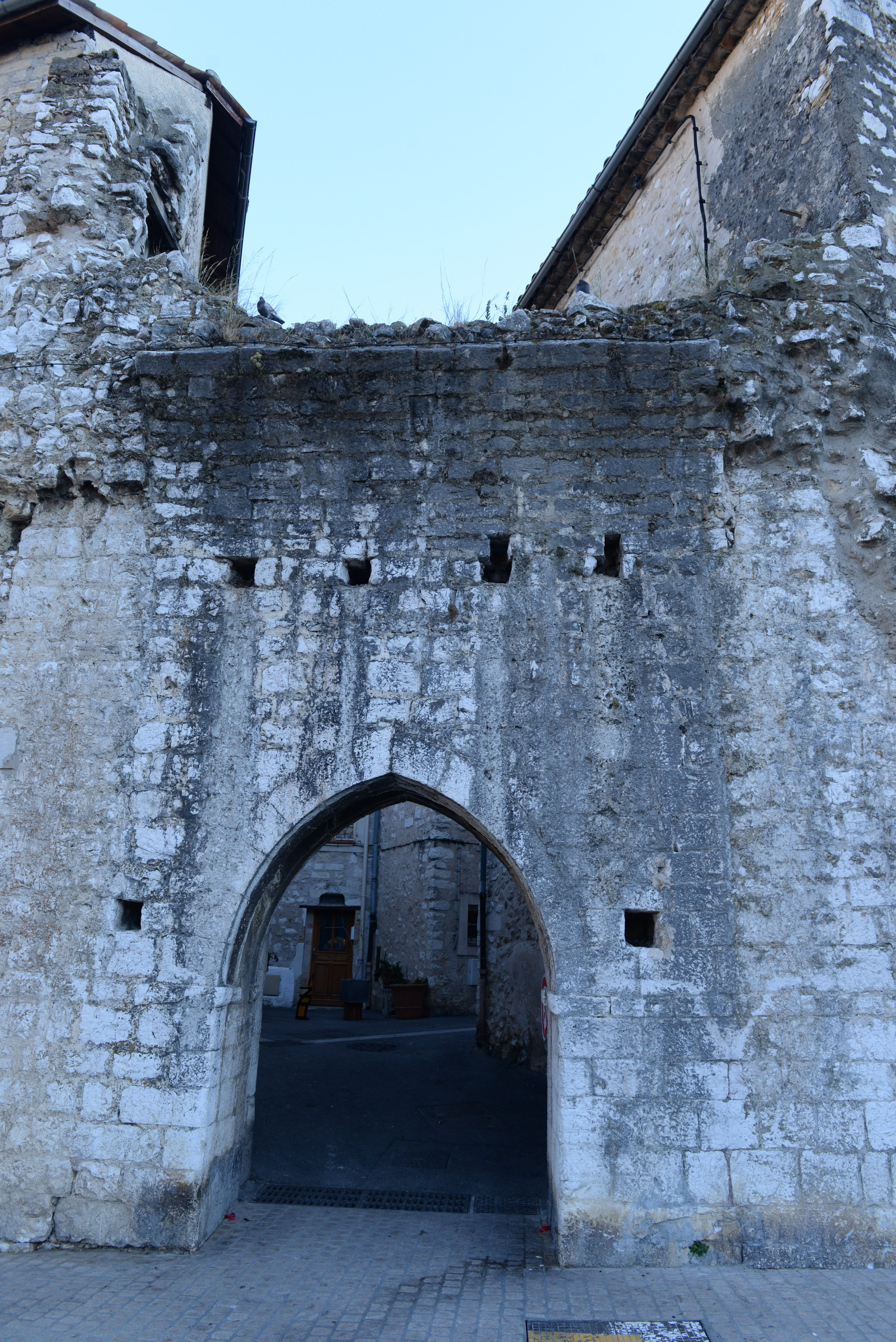
Portail Levis.
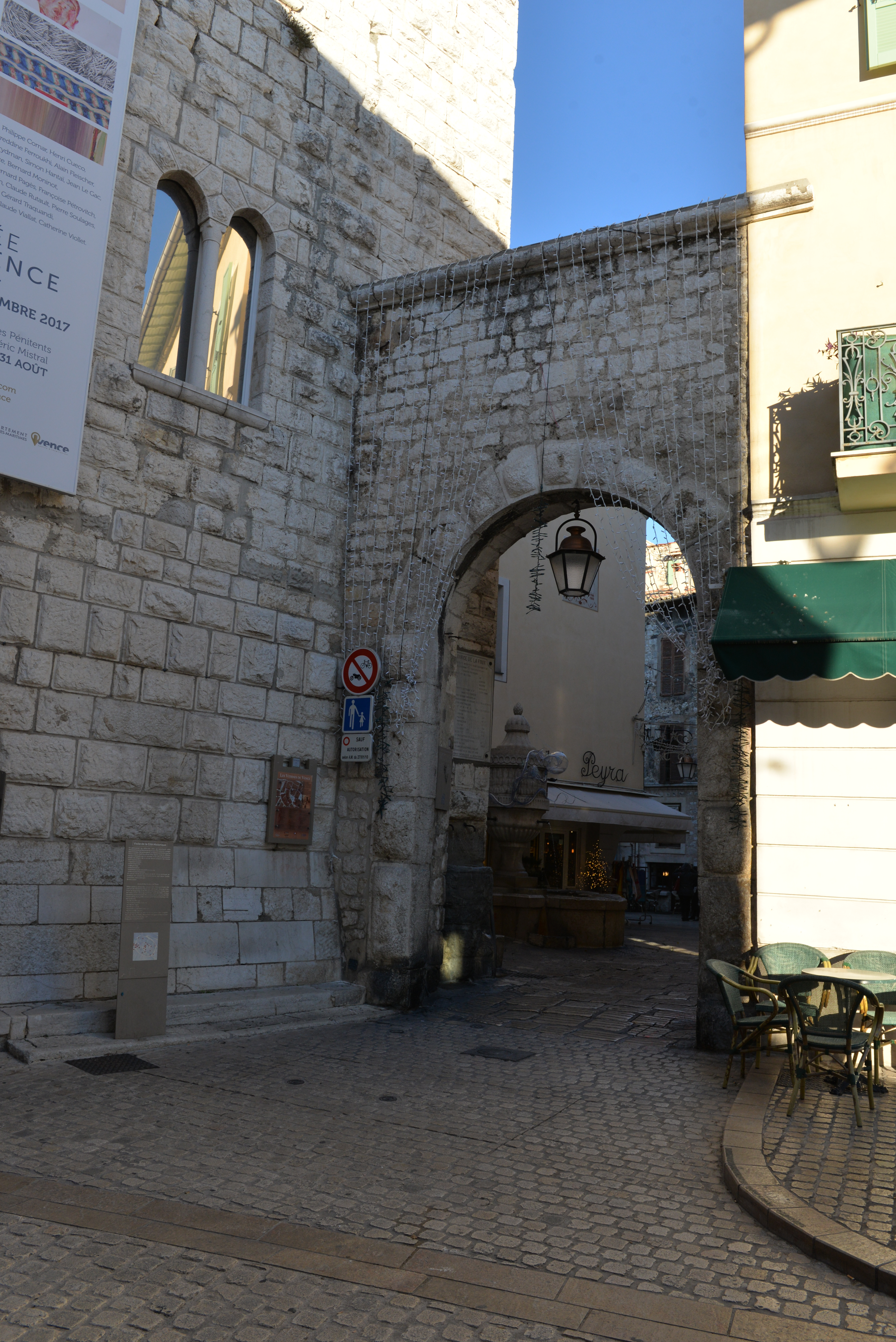
Porte du Peyra.
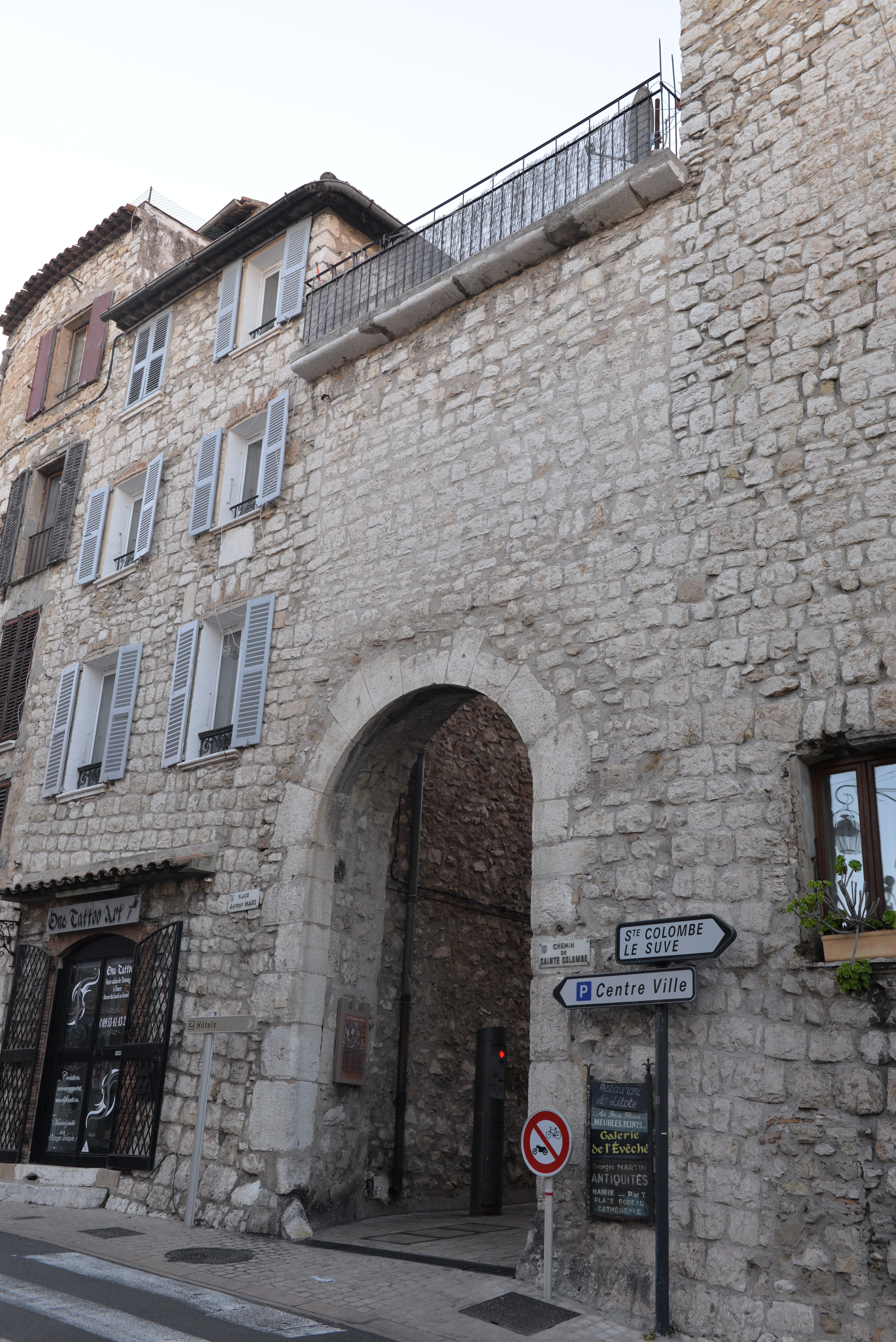
Porte d'Orient.
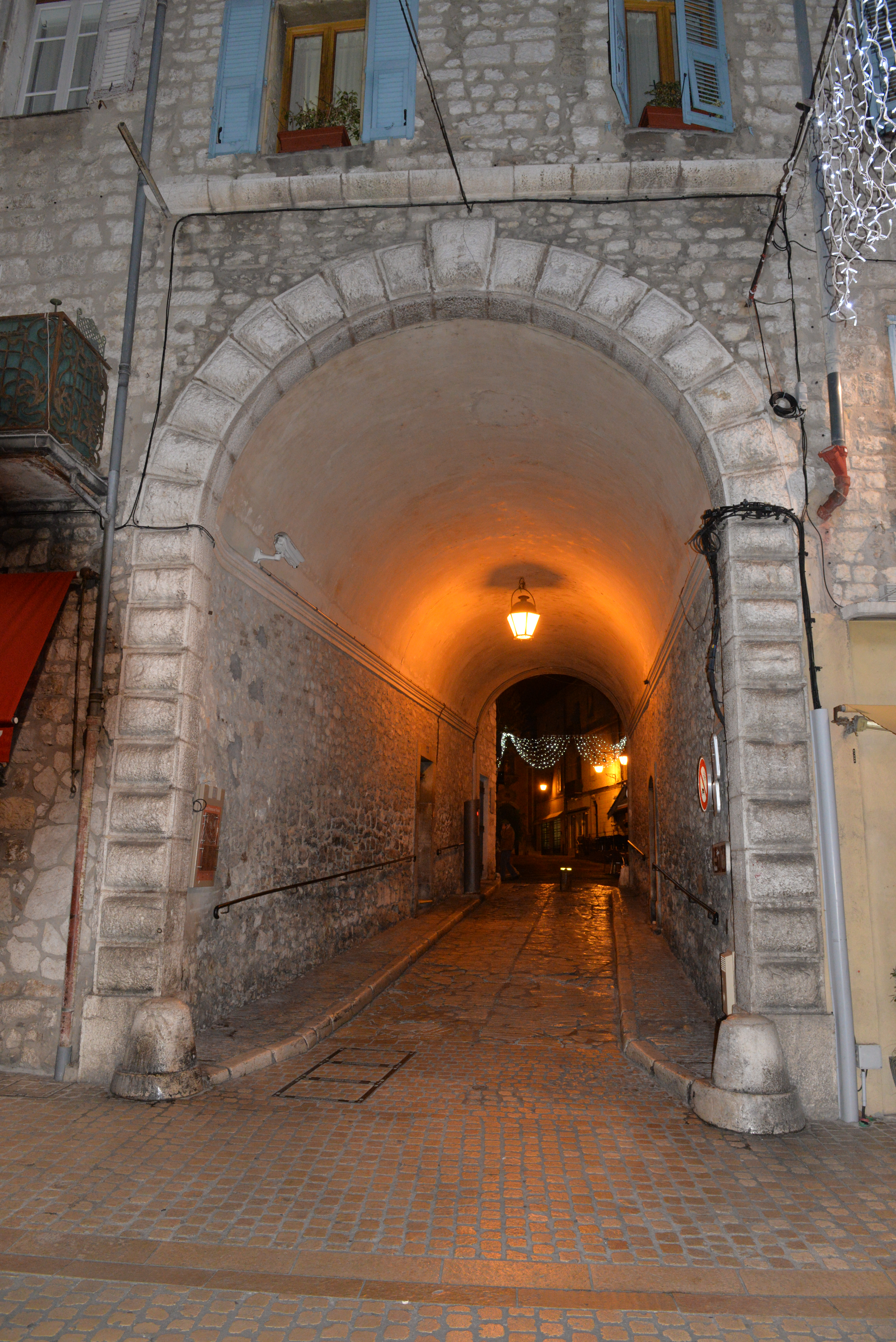
Porte du Faubourg.

### Porte du Signadour

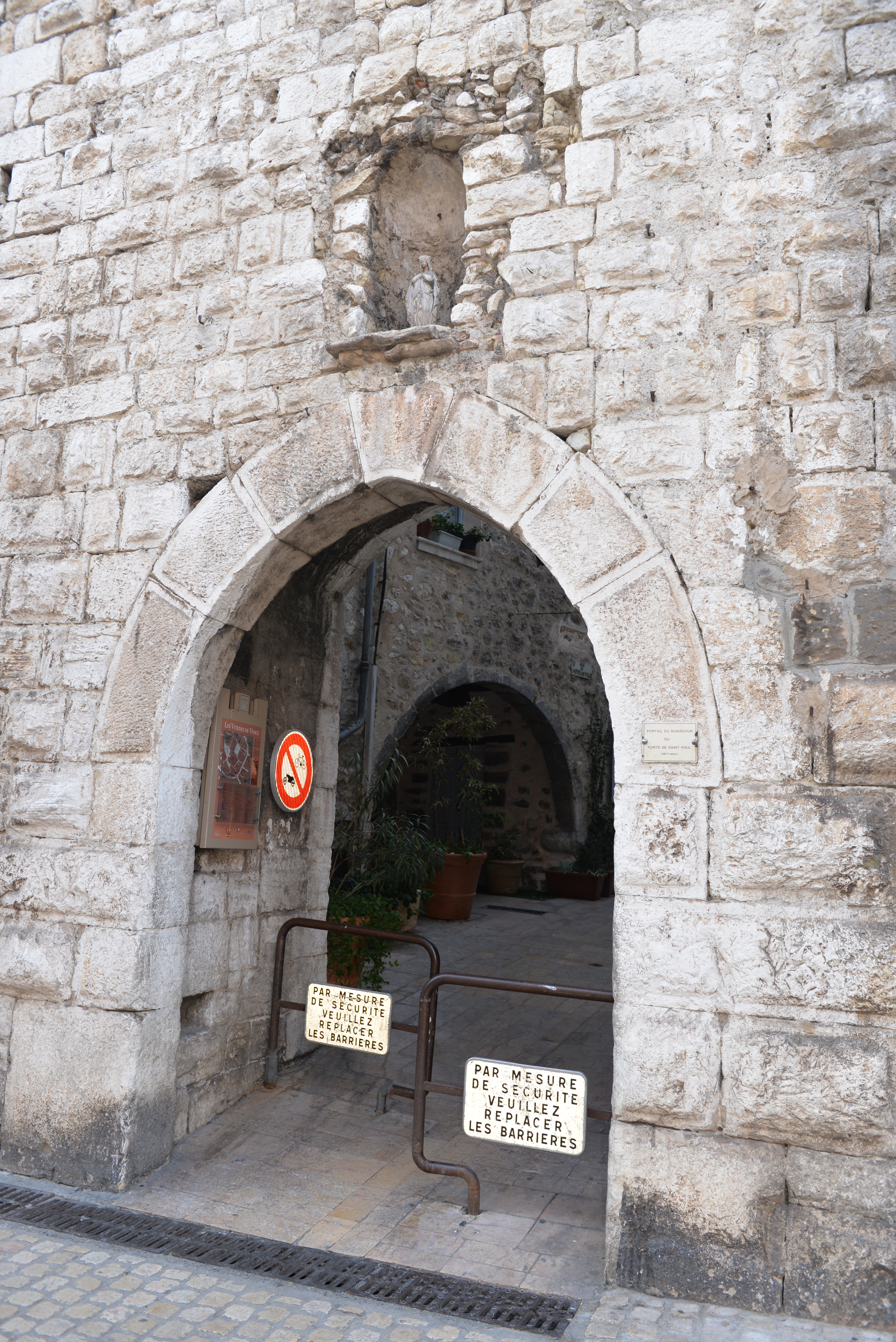
La porte du Signadour ou porte de Saint-Paul.

La porte ou portail du Signadour est également appelée porte de Saint-Paul. Jacques Daurelle envisage trois hypothèses à propos de l'origine du nom « Signadour », la première fait référence à un veilleur qui du haut du portail observerait la venue de l'ennemi et en avertirait les habitants par des signaux, la deuxième est en relation avec la petite niche, ou signadour, située au-dessus de la porte, mais la maçonnerie autour de la niche laisse penser que l'ouvrage est postérieur à la porte, enfin, il peut être fait référence à l'évêque de Vence recevant Scipion de Villeneuve et lui donnant l'accolade en signe de réconciliation.
La porte du Signadour et le portail Lévis sont les plus anciennes et sont mentionnées dans un acte de 1392. Jacques Daurelle « attribue ces portails au XIVe siècle, à peu de distance l'un de l'autre, et sans doute ont-ils succédé à des portails plus anciens. ». En examinant les styles des deux portes, il considère que la porte du Signadour est la plus ancienne : « L'aîné serait le Signadour. En effet, si son ouverture extérieure en ogive est d'un pur style gothique, le sommet de son ouverture intérieure rappelle encore le style roman. Au contraire, le sommet de l'ouverture intérieure du Portail Lévis est plus loin du style roman et plus près du style gothique. ». Denise Humbert considère que la porte de Saint-Paul et le portail Levis sont de la même date.
Les deux portes ont les mêmes dimensions : 2,75 m de hauteur, 2 m de largeur et 2 m d'épaisseur.
L'élévation extérieure de la porte présente des modes de construction indiquant que la porte a fait l'objet de reconstructions. Néanmoins, les toutes premières assises, en grandes pierres à bosse, pourraient appartenir à l'édifice d'origine.
Pour Denise Humbert, la porte était sans doute protégée par une barbacane, qui devait être déjà démolie en 1513, puisqu'à cette date, les habitants venaient y enlever les pierres, comme l'indique une délibération communale du 31 mars 1513 :
« Item quia Gilhelmus Brequi et fratres ceperunt lapides in pariete barbacane que est prope portale sancti pauli et mareficere dictam parietem et redducere ad pristinum statum. »
— Délibération communale du 31 mars 1513.
        
« De même, parce que Guilhelmus Brequi et ses frères ont pris des pierres dans le mur de la barbacane, qui est près du portail de Saint-Paul, pour consolider ledit mur et le remettre dans son ancien état. »
Concernant le couronnement, Denise Humbert indique : « Le couronnement de la tour a été abattu, comme « vestige de la féodalité », le 23 brumaire an VIII (14 novembre 1799). La commune avait oublié que ce portail était plutôt un signe de sa liberté, puisqu'elle avait lutté pendant des siècles pour se voir confirmer la possession des remparts. Et, tandis qu'elle mutilait ainsi son propre bien, elle épargnait les créneaux, nettement féodaux, ceux-là, du donjon épiscopal. ».
Jacques Daurelle raconte que la démolition de cette porte a été décidée en 1849 par le conseil municipal afin de faciliter la circulation des charrettes ; décision rejetée par le préfet.
La porte du Signadour est inscrite depuis le 4 octobre 1932 comme monument historique.

### Portail Levis
Le portail Levis était précédé d'une tour-porte flanquante avec pont-levis. Jacques Daurelle indique « À l'intérieur, on voit encore des gonds solides et, dans les montants, sont creusés deux trous, peut-être destinés à recevoir une barre. Un pont-levis complétait ces moyens de protection contre l'ennemi, puisque nous savons que des fossés existaient de ce côté de la ville. ».
Jean-Claude Poteur considère que cette porte n'est pas la porte originelle. Par ailleurs devant la porte a été dressée, avant 1392, une tour-porte flanquante munie d'un pont-levis. La tour a été détruite en 1819.
Le portail Lévis est inscrit depuis le 12 décembre 1936 comme monument historique.

### Porte du Peyra
Selon Jacques Daurelle, la porte du Peyra daterait de 1582. Il reprend en effet une mention figurant dans un mémoire écrit en 1762 dans le cadre du procès des Regales (voir plus loin) : « Par une délibération du 18 juillet de cette année 1582, [la communauté] décida l'ouverture d'une troisième porte pour la commodité des habitants… ». L'année 1582 est également citée par Denise Humbert. Mais Oswald Baudot ne retient pas cette date alors trop tardive. Le portail de la tour est mentionné comme point de repère dans un acte de 1510,.
Elle est précédée d'une porte antérieure. Ainsi, l'abbé Tisserand écrit : « Vence […] obtient par lettres patentes du roi René (1441) l'autorisation de construire la place Neuve, d'ouvrir le portail de la tour. ». Denise Humbert reprend également l'idée d'une porte primitive datant de 1441.
La porte été remaniée en 1810.

### Porte d'Orient

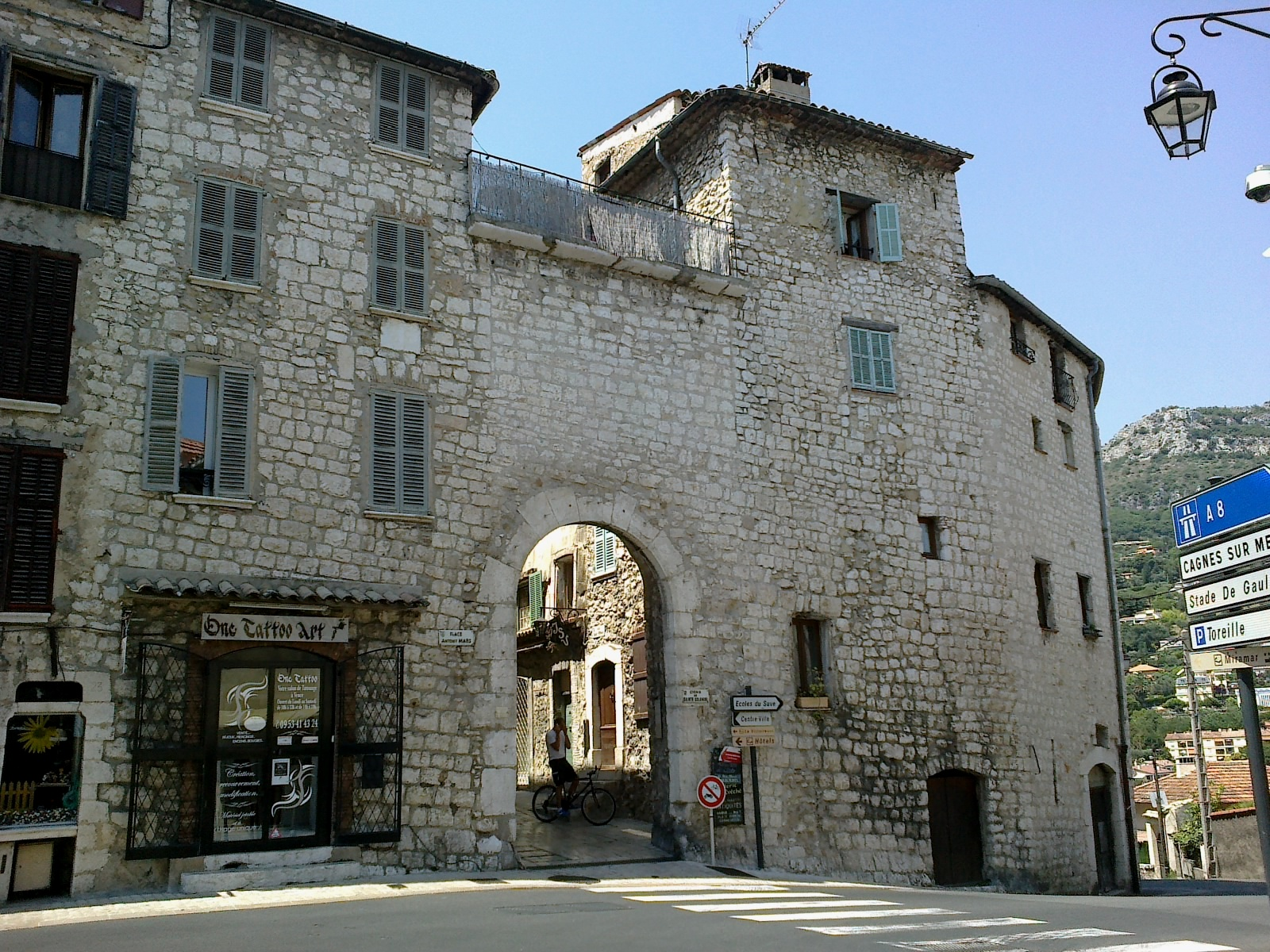
La porte d'Orient et les remparts.

La porte d'Orient est également appelée porte de Cagnes ou portail du Siège. Jacques Daurelle évoque les noms de porte du Levant, porte de la Brèche, porte du séminaire ou portail Saint-Véran.
L'histoire de la porte d'Orient est assez mouvementée. Son origine date de l'ouverture d'une brèche faite dans les remparts par l'évêque de Vence Gabriel François Moreau pour établir un chemin plus direct entre la cathédrale et le grand séminaire Godeau. Dans une délibération du conseil général du 6 septembre 1761 il est décidé « de faire boucher à chaux et sable, et bien solidement, ladite ouverture du rempart ». Commence alors ce qu'on appelle le « procès des Regales » (les remparts font partie de ce qu'on appelle Regales mineures). Le Parlement d'Aix , par arrêté du 30 juin 1762, donne raison à l'évêque. Un appel est demandé auprès du roi, ainsi la requête des consuls de Vence est agréée dans un conseil du roi tenu à Compiègne le 26 juillet 1763 qui donne raison à la Communauté de Vence. Suivent d'autre péripéties. En 1763, Gabriel François Moreau est remplacé par l'évêque Michel-François de Couët du Vivier de Lorry qui souhaite faire preuve de conciliation. Le seigneur de Vence fait savoir en 1765 qu'il conteste le jugement royal. L'affaire néanmoins semble s'arranger à l'amiable,,.
L'ouverture d'une porte[Quand ?], de ce côté de la ville est réclamée par les habitants, indique Jacques Daurelle.
Finalement, le conseil municipal examine en 1785 le projet d'ouverture d'une porte. La date de 1787 gravée sur la clé de voûte correspond à son ouverture effective,,.

### Porte du Faubourg
Malgré l'ouverture du portail du Siège en 1787 et l'existence des trois autres portes, le centre de la ville demeure encore inaccessible aux voitures, indique Jacques Daurelle. Les habitants de la vieille ville ne cessent de réclamer une large ouverture du côté du faubourg. En 1810, le conseil municipal commence à s'occuper de la question et autorise un passage piétonnier qui sera utilisé jusqu'en 1858. C'est à cette date que sont entreprises les études de création d'un passage voûté (pontis).
La porte du Faubourg est finalement ouverte en 1863,,.
La porte (ou porche) porte le nom aujourd'hui de porte Alsace-Lorraine.

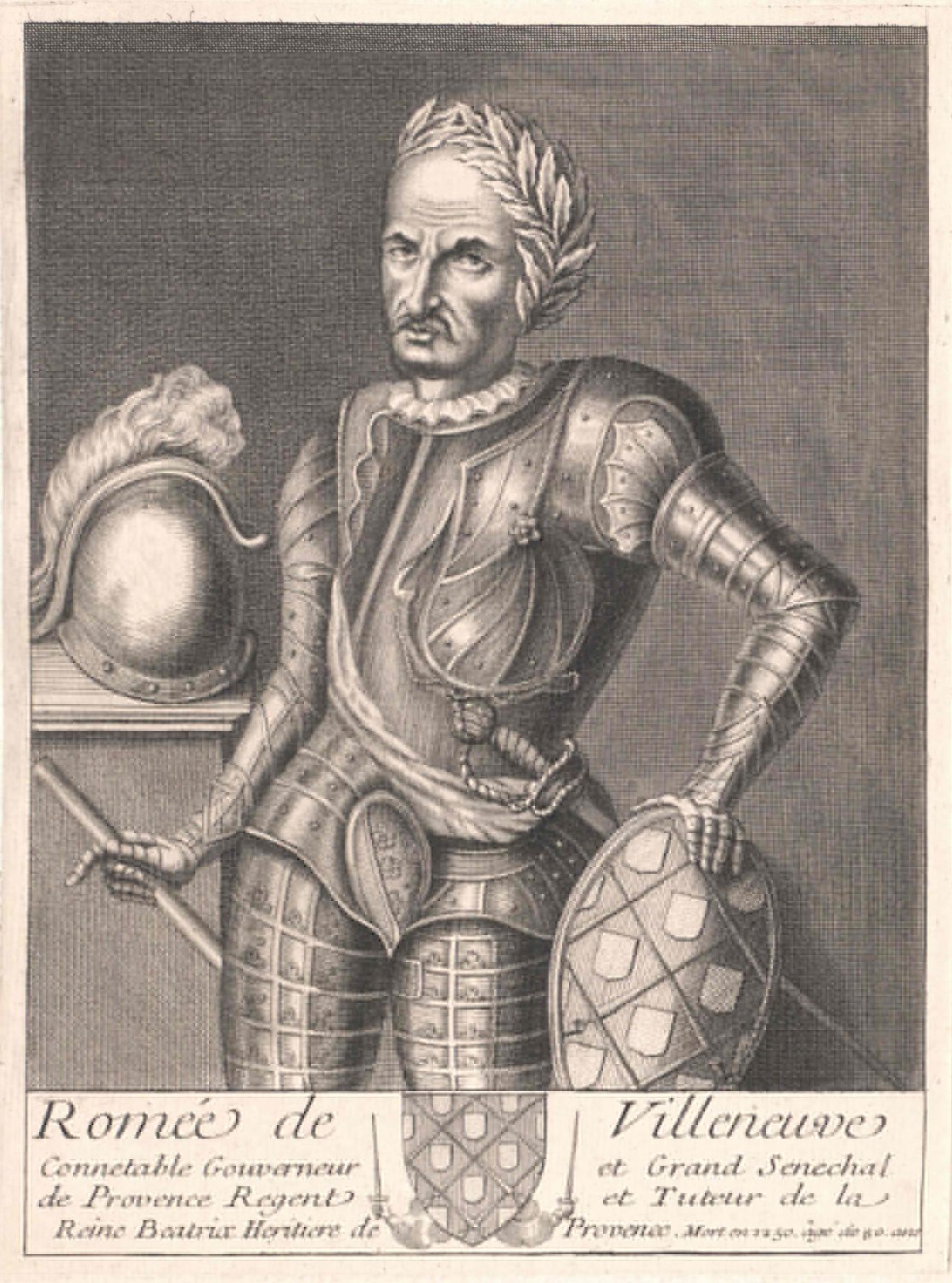
Romée de Villeneuve.

## Analyse architecturale globale et hypothèse historique
L'analyse architecturale effectuée par Jean-Claude Poteur sur l'enceinte, les deux portes primitives (le portail Levis et la porte du Signadour), la tour du Peyra et le logis médiéval adossé à la tour, permet de déduire que ces constructions constituent un ensemble homogène, dont la construction a été peu étalée dans le temps.
Il remarque que l'enceinte n'est pas flanquée, indiquant par cela qu'elle est sans-doute antérieure à la seconde moitié du XIVe siècle. L'enceinte daterait donc au plus de la première moitié du XIVe siècle ou du XIIIe siècle. Par ailleurs, l'analyse des dispositifs militaires laisse penser que l'enceinte est postérieure à 1200.
Le caractère homogène de la construction indique que la construction s'est réalisée dans un temps relativement court par un donneur d'ordre disposant de moyens financiers importants. La seule période du XIIIe siècle et du XIVe siècle qui réunit ces conditions est celle où Romée de Villeneuve devient propriétaire de la cité de Vence à savoir entre 1230 (année de la donation) et 1250, date de sa mort.
Il y a lieu également de noter les fortes similitudes entre la nature du parement de la tour du Peyra et les éléments constructifs de la tour maîtresse du château de Villeneuve-Loubet, construit par Romée de Villeneuve et dont la datation relativement précise est située vers 1230-1234.
Par ailleurs, Romée de Villeneuve est le protégé de Raymond Bérenger V qui meurt en 1245, ce qui laisse penser que la période de construction se situe probablement entre 1230 et 1245, soit sur une durée de quinze ans, largement suffisante pour construire la tour, le logis médiéval et l'enceinte longue de 600 m.

## Réparations et transformations
Le 23 octobre 1333, les maîtres-nationaux de la Cour d'Aix autorisèrent les habitants à ouvrir des fenêtres sur les remparts, pourvu qu'elles fussent grillées de fer,,.
Robert Jeancard cite un texte de 1392 relatif aux remparts et indique extraire ce texte d'un ouvrage de Paul Meyer.
Paul Meyer indique ainsi : « Le plus ancien document en provençal des archives de Vence est un règlement pour la garde de Vence, émané de Guichard de Villeneuve, gouverneur de la ville. Il est daté de 1392. Des mesures y sont prescrites pour la mise en état des fortifications et pour l'ouverture et la fermeture des portes, pour le guet, etc., comme en temps de guerre. On craignait une attaque de la part du comte de Savoie, en possession de Nice depuis 1388. ».
La traduction est de Robert Jeancard qui indique l'avoir faite « avec le plus grand soin, en collaboration avec des amis aussi savants que dévoués ; elle(s) offre(nt) de ce fait les meilleures garanties d'exactitude. ».
« 1. E promierament que lo si deya rastellar lo barri del dich senhor entro a la mayson de Juez Veyrier encontement, et puys tout entorn al viron.
2. Item, que la torre del pont levadis si deya restellar tot entorn.
3. Item, que sobre la crota del dich senhor si deya murar de mur sec e espinasar en tal maniera que non si pusca escalar.
4. Item que la dicha torre del pont levadiz si deya desobre atresins murar tantost de mur sec e espinasar.
5. Item que tos los merlez desobre si deyan murar de mur sec, salvant la on est costumat de far lo gach.
6. Item que la barbacane si deya recorre e enamar de peyra la on fara mestiar, e puys si deya espinar bon e spes, e sobre las espinas, murar de peyras menudas del aut de dos palms.
7. Item, que la cleda del portal de Sanct Paul si deya refar e fermar la, que degun non i passe.
8. Item, que los corredos del barri si deyan refar tantost, en tal maniera, que, cant sera mestiar, s'i puscha anar seguramen.
9. Item, que lo gach si deya far per la maniera et per las postas que si fasia al temps de la guerra.
10. Item que de uech homes que fasian lo reyre gach, quatre en vagan defora per la bar(ba)chana e quatre sus lo barri.
11. Item ; que lo dandatiar del gach cascun(a) sera deya donar cert senhal a aquellos de las postas.
12. Item, que cascun jorn estegon tres homes a la gardia del portal an lur arney e un home estague sus la torre o sus la cloquier en gardia, per descubrir.
13. Item, que las gardas del portal e de la torre sian cascun matin a la gardia a la Ave Maria, e que non si partan entro que lo portal si serre.
14. Item que lo portal non si deya ubrir per deguna persona entro que i sian las gard(i)as.
15. Item, que las gardias que staran en posta vengan cascun(a) sera quant si sonara la campana de la cort, e que non si deyan moure de las postas entro lo matin, quant si sonara la dicha campana. »
— Guichard de Villeneuve, 1392

« 1. Et premièrement, qu'il faut, sans délai, garnir de herses, en dedans, le rempart dudit Seigneur, à la maison de Jean Veyrier et puis tout autour et à la ronde.
2. Item, que la tour du pont-levis soit, tout autour, garnie de herses.
3. Item, qu'au-dessus de la cave dudit Seigneur soit élevé un mur en pierres sèches qu'on garnira de piquants, de façon qu'on ne puisse l'escalader.
4. Item, qu'aussitôt, sur ladite tout du pont-levis, soit fait, de trois côtés, un mur en pierres sèches garni de piquants.
5. Item, qu'on mure en pierres sèches le dessus des merlons, sauf à l'endroit où se fait d'ordinaire le guet.
6. Item, que la barbacane soit remplie et consolidée de pierres partout où se sera nécessaire puis garnie de piquants bons et serrés au-dessus desquels se fera, avec des pierres menues, un mur haut de deux pans.
7. Item que la grille du portail menant à Saint-Paul soit refaite, qu'on la ferme et qu'on n'y puisse passer.
8. Item, que les chemins de ronde du rempart soient aussitôt réparés, de telle sorte que, lorsqu'il sera nécessaire, on y puisse aller en sécurité.
9. Item, que le guet se fera de la même manière et aux mêmes postes qu'en temps de guerre.
10. Item, que, des huit hommes qui faisaient l'arrière-guet, quatre iront dehors vers la barbacane et quatre sur le rempart.
11. Item, que le responsable du guet indiquera, chaque soir, aux guetteurs, un signal bien déterminé.
12. Item, que, chaque jour, trois hommes se tiendront en armes à la garde du portail et un, en vigie, sur la tour ou sur le clocher.
13. Item, que les gardes du portail et de la tour seront à leur poste le matin à l'Angelus et ne le quitteront, le soir, qu'à la fermeture définitive du portail.
14. Item, que le portail ne se doit ouvrir à personne, si ce n'est en présence des gardes.
15. Item, que les gardes occupant un poste y viendront chaque soir quand sonnera la cloche de la Cour, et ne quitteront qu'au matin, au son de la même cloche. »
— trad. Robert Jeancard
Les fossés sont comblés au XVe siècle.
La tour qui jouxtait le portail Lévis a été détruite en 1819.
L'enceinte est entourée de rues qui doivent se trouver à l'emplacement d'un ancien fossé, au moins sur le côté sud[réf. nécessaire]. Les murs ont des ouvertures en regard des fenêtres des maisons qui sont venues s'appuyer contre eux[incompréhensible]. On peut encore voir dans certaines parties de l'enceinte son couronnement crénelé. La partie la mieux conservée se trouve le long du boulevard Paul-André (construit en 1832[réf. souhaitée]).